# ラグビー・タウンFC
ラグビー・タウン・フットボールクラブ（Rugby Town Football Club）はイングランド、ウォリックシャー州、ラグビーを本拠地とするサッカークラブチームである。2010-2011シーズンはサウザンプレミアフットボールリーグ・ディヴィジョン1・ミッドランズ（8部相当）に所属。

## クラブ名称
- 1956-2000 ヴァレー・スポーツFC
- 2000-2005 ラグビー・ユナイテッドFC
- 2006- 現在 ラグビー・タウンFC

## クラブ各種記録
一試合最多得点勝利試合
- 11-0 vs マルベルン・タウン

一試合最多失点敗戦試合
- 1-11 vs イルクストン・タウン

## タイトル

### 国内タイトル
- サウザンリーグ・ディヴィジョン1（ミッドランズ）:1回

1986-1987
- サウザンリーグカップ:1回

1989-1990
- FA Vase:1回

1982-1983
- バーミンガム・シニアカップ:2回

1988-1989,1991-1992
- ミッドランド・フリードリトカップ:3回

1984-1985,1989-1990,1998-1999

### 国際タイトル
- なし